# 런던 조약 (1913년)

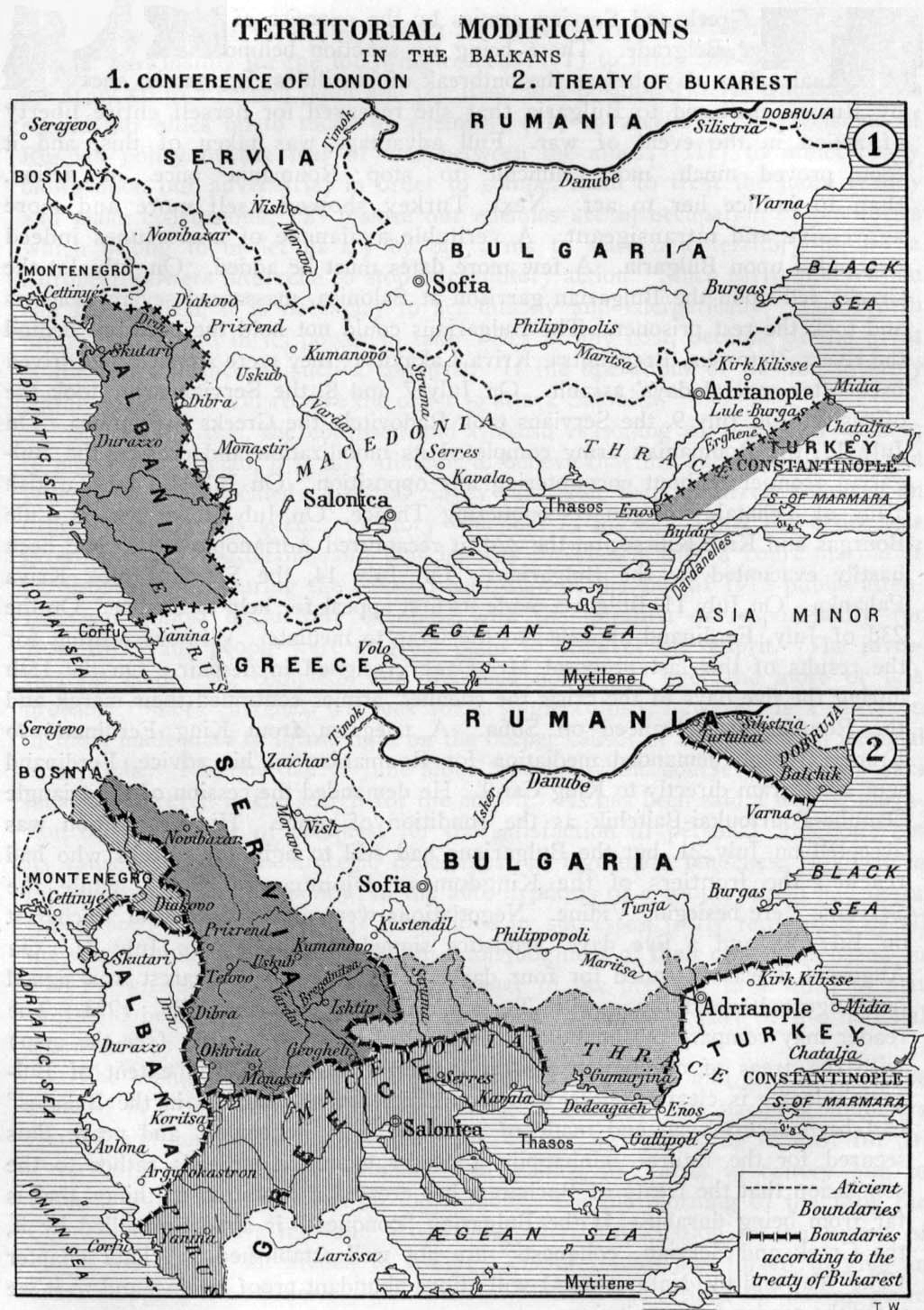
런던 조약과 부쿠레슈티 조약에서 결정된 발칸 반도 국가 간의 경계선

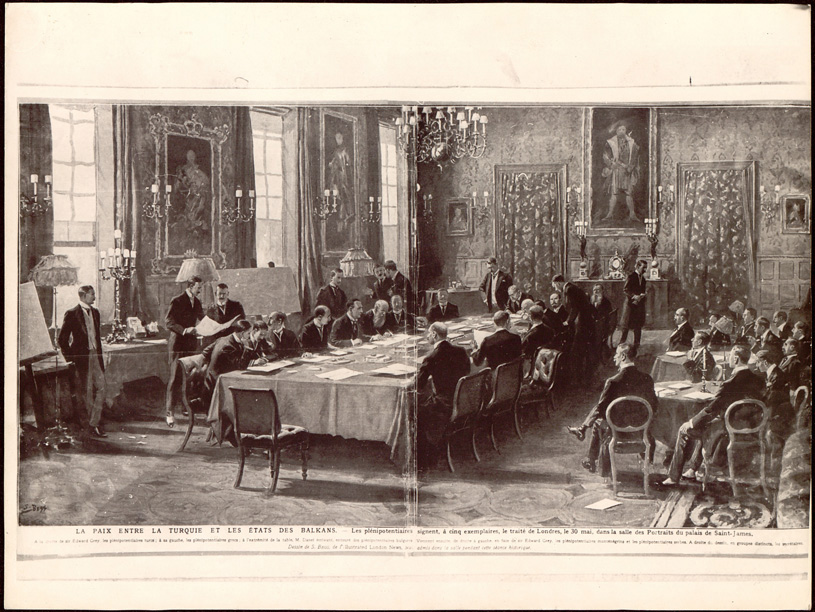
런던 조약 체결식

런던 조약은 1913년 5월 30일 제1차 발칸 전쟁을 종식시키기 위해 영국 런던에서 체결된 조약이다.

## 배경
제1차 발칸 전쟁의 승자는 발칸 동맹(세르비아 왕국, 불가리아 왕국, 그리스 왕국, 몬테네그로 왕국)이었고 패자는 오스만 제국이었다. 그 밖에 당시 유럽에서 강대국으로 분류되었던 영국(그레이트브리튼 아일랜드 연합왕국, 독일 제국, 러시아 제국, 오스트리아-헝가리 제국, 이탈리아 왕국이 관여했다.
제1차 발칸 전쟁의 전투는 1912년 12월 2일을 기해 종식되었다. 쟁점이 되었던 영토 문제는 크게 3가지이다.
- 현재의 알바니아에 해당하는 영역 (세르비아, 몬테네그로, 그리스가 알바니아의 대부분을 침공했음)
- 1878년 베를린 조약 체결 이후부터 오스트리아-헝가리 제국의 보호를 받고 있던 산자크 영역
- 연합국이 점령하고 있던 코소보, 마케도니아, 트라키아 영역

이 조약은 1912년 12월 런던에서 열린 국제 회의에서 체결되었다. 이에 앞서 1912년 11월 28일에는 알바니아 독립 선언이 이 곳에서 열렸다.
오스트리아-헝가리 제국과 이탈리아는 알바니아의 독립을 강하게 지지했다. 오스트리아-헝가리 제국의 관점에서 볼 때 이 주장은 세르비아의 아드리아해 진출에 대항하는 이전의 정책에 따른 것이다. 이탈리아는 이 영역에 대한 야심이 많았는데 이는 1939년에 있었던 이탈리아의 알바니아 침공으로 이어지게 된다. 러시아 제국은 세르비아와 몬테네그로의 입장을 지지했으며 독일과 영국은 중립을 유지했다. 발칸 동맹에서 명시된 힘의 균형은 알바니아가 동맹 안에서 공유하는 점령지에 포함된다는 전제에 근거했다.

## 조약 내용
조약의 내용은 강대국들의 압력으로 인해 다음과 같은 내용으로 작성되었다.
- 알바니아는 독립 국가가 되었음을 인정한다. 이와 동시에 세르비아, 몬테네그로, 그리스는 알바니아에서 군대를 철수한다.
- 산자크는 세르비아령, 몬테네그로령으로 분할한다.
- 트라키아는 불가리아에 양도한다.

이 조약은 발칸 동맹이 반대했지 못했기 때문에 조약 당사국들은 이 조약을 이행하지 않았다. 런던 조약의 문제점은 1913년 6월에 발발한 제2차 발칸 전쟁으로 이어지게 된다. 최종적인 평화는 1913년 8월 12일에 체결된 부쿠레슈티 조약에서 합의되었다.